# Таванг
Таванг (англ. Tawang) — містечко у Північно-Східній Індії, адміністративний центр округу Таванг індійського штату Аруначал-Прадеш.

## Географія
Розташований у найбільш західній частині штату.

### Клімат
Містечко знаходиться у зоні, котра характеризується океанічним кліматом субтропічних нагір'їв. Найтепліший місяць — липень із середньою температурою 21.7 °C (71 °F). Найхолодніший місяць — січень, із середньою температурою 8.9 °С (48.1 °F).
| Клімат Таванга          | Клімат Таванга | Клімат Таванга | Клімат Таванга | Клімат Таванга | Клімат Таванга | Клімат Таванга | Клімат Таванга | Клімат Таванга | Клімат Таванга | Клімат Таванга | Клімат Таванга | Клімат Таванга | Клімат Таванга |
| Показник                | Січ.           | Лют.           | Бер.           | Квіт.          | Трав.          | Черв.          | Лип.           | Серп.          | Вер.           | Жовт.          | Лист.          | Груд.          | Рік            |
| Середній максимум, °C   | 15,4           | 17             | 20,9           | 22,5           | 23,8           | 25,5           | 25,4           | 25,6           | 25             | 23,3           | 20             | 16,7           | 21,8           |
| Середня температура, °C | 8,9            | 10,8           | 14,6           | 17             | 19             | 21,3           | 21,7           | 21,7           | 20,9           | 18,2           | 14,1           | 10,4           | 16,5           |
| Середній мінімум, °C    | 2,5            | 4,6            | 8,4            | 11,5           | 14,2           | 17,1           | 17,9           | 17,8           | 16,8           | 13,1           | 8,2            | 4,2            | 11,4           |
| Норма опадів, мм        | 9.1            | 14.2           | 42.3           | 146            | 252.1          | 441.4          | 492.5          | 375.7          | 278.5          | 111.5          | 13.8           | 7              | 2184           |
| ----------------------- | -------------- | -------------- | -------------- | -------------- | -------------- | -------------- | -------------- | -------------- | -------------- | -------------- | -------------- | -------------- | -------------- |
| Джерело: Weatherbase    |                |                |                |                |                |                |                |                |                |                |                |                |                |

## Відомі люди
- Далай-лама VI